# Els rescatadors
Els rescatadors (títol original en anglès, The Rescuers) és una pel·lícula d'animació estatunidenca de 1977, dirigida per Wolfgang Reitherman, John Lounsbery i Art Stevens, i produïda per Walt Disney Productions. Es va inspirar en una sèrie de llibres infantils escrits per Margery Sharp, especialment The Rescuers i Miss Bianca.
La segona part, The Rescuers Down Under, es va estrenar el 1990.

## Argument
La pel·lícula narra les aventures d'un equip de rescatadors-ratolins que ajuden els nens en problemes. En aquesta ocasió han d'atendre la demanda de Penny, una nena òrfena segrestada per uns mafiosos que busquen un diamant pirata. Els mafiosos estan dirigits per Medusa i els seus aliats cocodrils. Amb l'ajuda del còmic albatros Orville i una varietat d'animals habitants del pantà a l'illa en la qual es té Penny captiva.

## Repartiment
| Veu en anglès   | Veu en català         | Personatge    |
| --------------- | --------------------- | ------------- |
| Bob Newhart     | Àlex Messeguer        | Bernard       |
| Eva Gabor       | Isabel Valls          | Bianca        |
| Geraldine Page  | Esperança Domènech    | Medusa        |
| Joe Flynn       | Enric Isasi-Isasmendi | Snoops        |
| Jeannette Nolan | Isabel Muntaner       | Ellie Mae     |
| Pat Buttram     | Antoni Forteza        | Luke          |
| Jim Jordan      | Norbert Ibero         | Orville       |
| John Mcintire   | (Desconegut)          | Rufus         |
| Michelle Stacy  | Eva Lluch             | Penny         |
| Bernard Fox     | Albert Socias         | Sr. President |